# ラグビースクールジャパン
ラグビースクールジャパン（英語: Rugby School Japan、略称：RSJ）は千葉県柏市柏の葉にあるインターナショナル・スクール。
柏の葉に位置し、近隣には千葉大学柏の葉キャンパスや東京大学柏地区キャンパスがある。イギリスのラグビースクールが海外に設立する2番目の学校（1番目はタイに設立されたラグビースクールタイランド）。イギリスの義務教育修了資格であるIGCSE（ケンブリッジ国際中等教育修了証）を取得することができる。イギリスのボーディングスクールが日本に学校を設立する例が増えており、RSJもその流れの中で設立された。

## 寄宿生活
ラグビースクールジャパンでは男子寮と女子寮がそれぞれ2つずつ用意されている。2024年秋に新しい男女寮がオープンし、2025年秋にもさらに男女寮がオープンする予定。
2023年の開校時には16か国から合計140名の生徒が入学した。
各寮には「ハウスマスター（寮長）」がおり、その他にも住み込みのスタッフや寮外から通うハウスアシスタントが配置されている。寮生たちは学校内の施設を利用できることに加え、週末には日本の環境になれるためのアクティビティに参加することができる。
ラグビースクールジャパンではすべての学生と教師が「ハウスシステム」に所属する。このハウスシステムは愛校心を育てると共に、リーダーシップやチームワークを身に着けさせることを狙いとしている。寮の名称はラグビースクールから取られている。
多種多様な「ハウスアクティビティ」が用意されており、寮対抗のスポーツ大会や音楽祭、課外活動などが行われる。